# ブライトンホテルズ
株式会社ブライトンコーポレーション は、ホテルチェーンの企業である。
2013年（平成25年）3月29日付で東京ディズニーリゾートを運営するオリエンタルランドが、ホテル事業を担う中核子会社・ミリアルリゾートホテルズを通じてマンション系デベロッパー・ゼネコンの長谷工コーポレーションの子会社であったブライトンコーポレーションの全株式を取得して完全子会社化し、経営権を取得することになった。また、京成電鉄連結子会社であり、京成グループの企業の一つである。

## 運営会社・ホテル一覧
- 株式会社 ブライトンコーポレーション
  - レストラン「ブライトンテラス」、フードコート「ブライトンフードコート」
    - 所在地：長野県岡谷市湊（中央自動車道上り線・諏訪湖サービスエリア内）
    - 開業：［レストラン］2012年（平成24年）3月8日、［フードコート］2012年（平成24年）4月20日[5]
    - 高速道路への初出店となる直営レストラン。諏訪湖サービスエリア（上り）のリニューアルに合わせてオープンした[6]。

  - 株式会社ブライトンコーポレーション内に下記の2社がある
    - 京都ブライトンホテル株式会社
    - 株式会社 浦安ブライトンホテル

- 京都ブライトンホテル株式会社
  - 所在地：〒602-8071 京都府京都市上京区新町通中立売（御所西）
  - 開業：1988年（昭和63年）7月
  - 代表者：代表取締役社長 吉岡 滋泰
  - 運営ホテル：
京都ブライトンホテル（1988年（昭和63年）7月開業）
ホテルブライトンシティ京都山科（1998年（平成10年）10月開業）
ホテルブライトンシティ大阪北浜（2008年（平成20年）4月開業）

- 株式会社浦安ブライトンホテル
  - 所在地：〒279-0011 千葉県浦安市美浜1-9
  - 開業：1993年（平成5年）7月11日[7]
  - 代表者：代表取締役社長 吉岡 滋泰
  - 運営ホテル：
浦安ブライトンホテル東京ベイ（1993年（平成5年）7月11日開業[7]、2014年7月11日に浦安ブライトンホテルからリブランド）
東京ディズニーセレブレーションホテル（パーム&ファウンテンテラスホテルを一時閉鎖し、改装の上、ファウンテンテラスは2016年（平成28年）6月1日ウィッシュとしてリブランドオープン[8]、パームテラスは2016年（平成28年）9月10日にディスカバーとしてリブランドオープンを予定している）

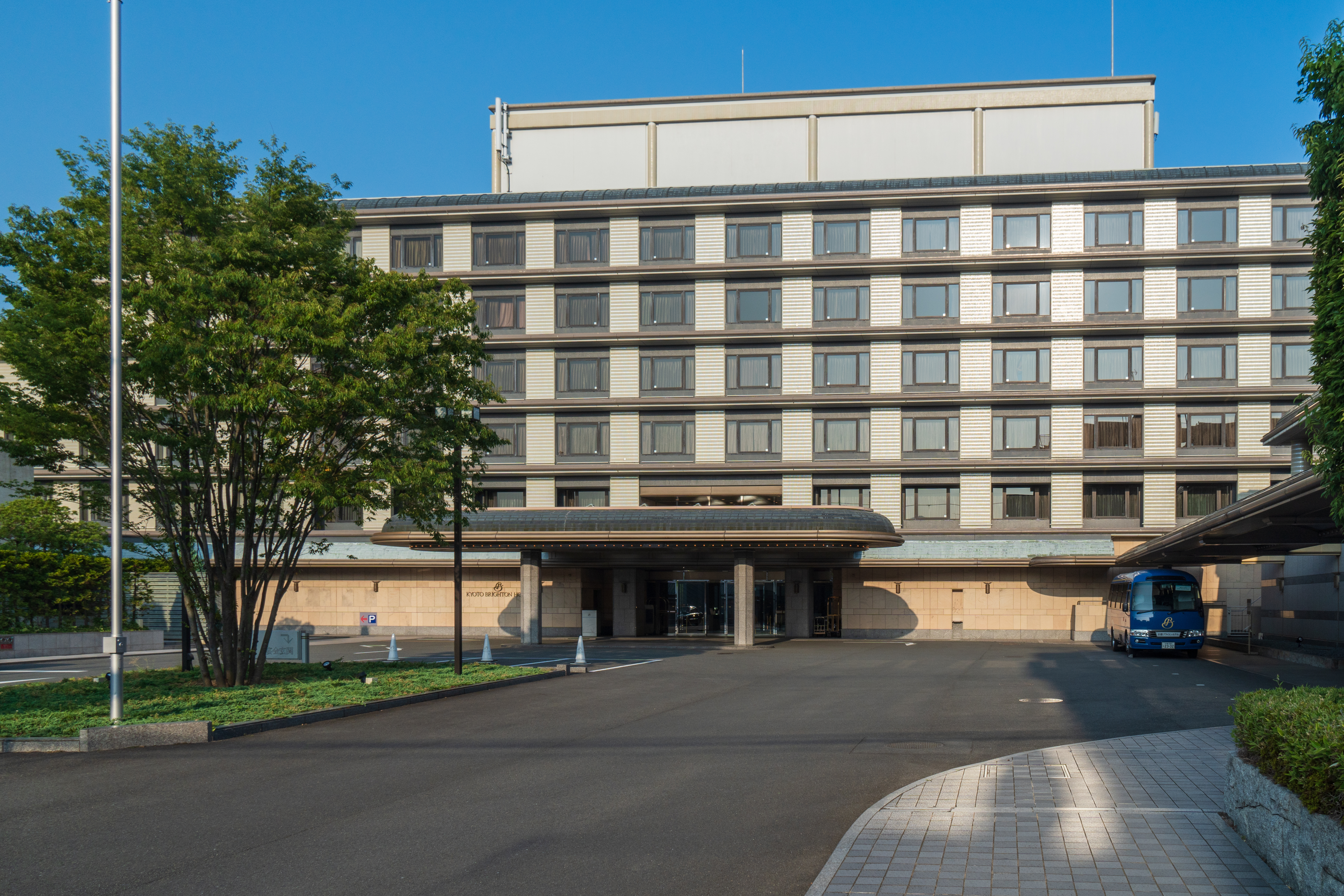
京都ブライトンホテル
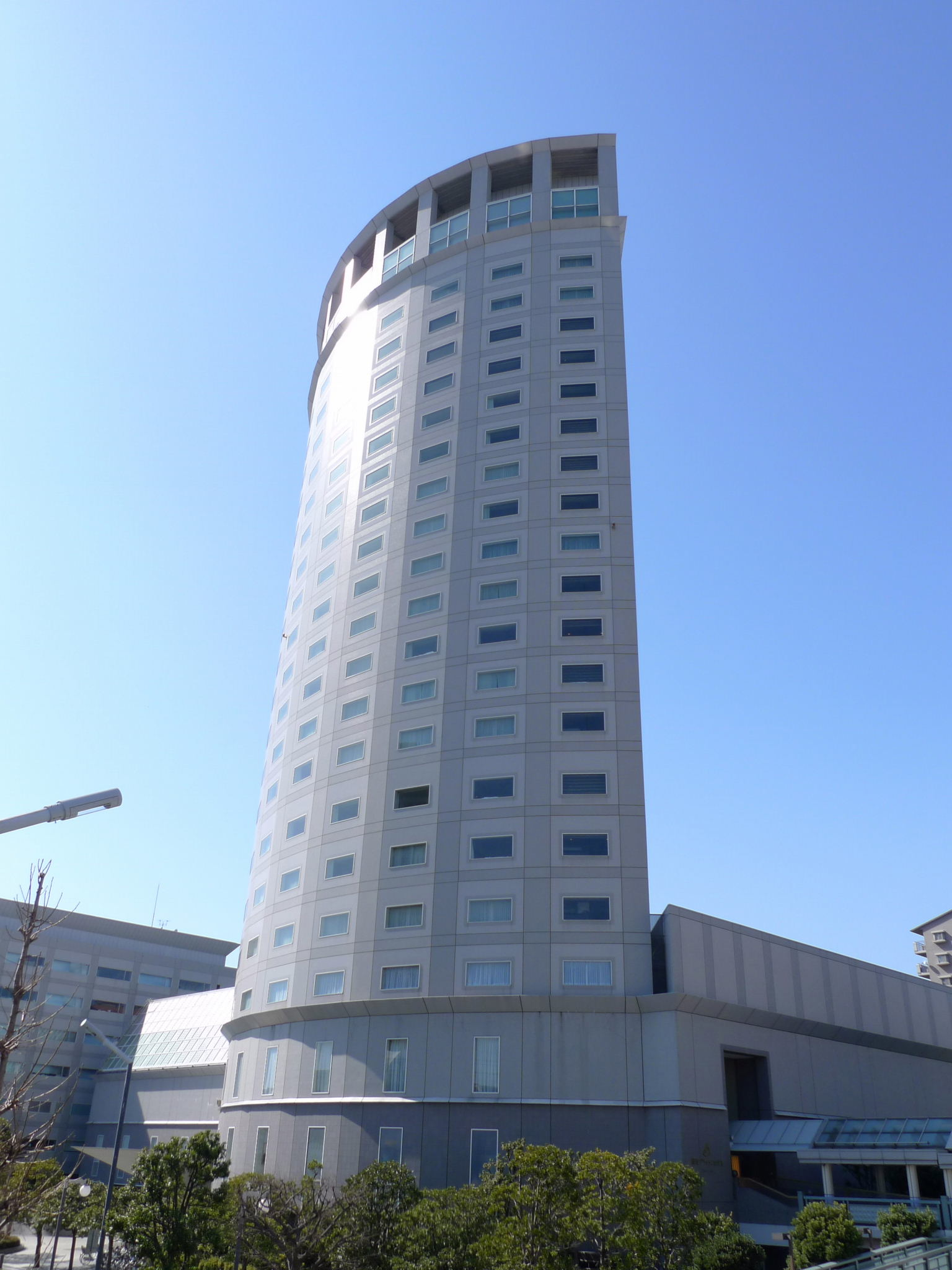
浦安ブライトンホテル東京ベイ
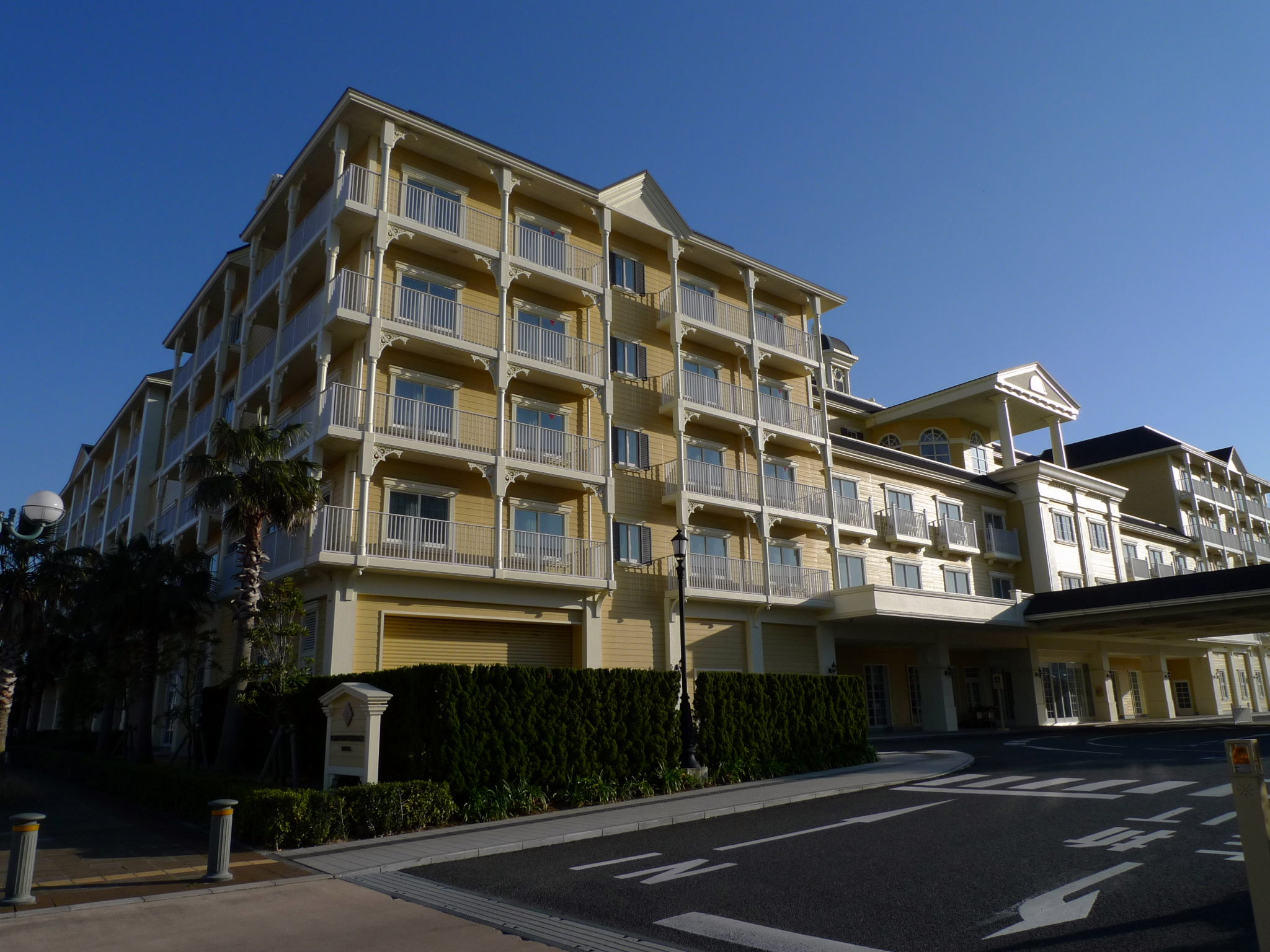
東京ディズニーセレブレーションホテル: ウィッシュ
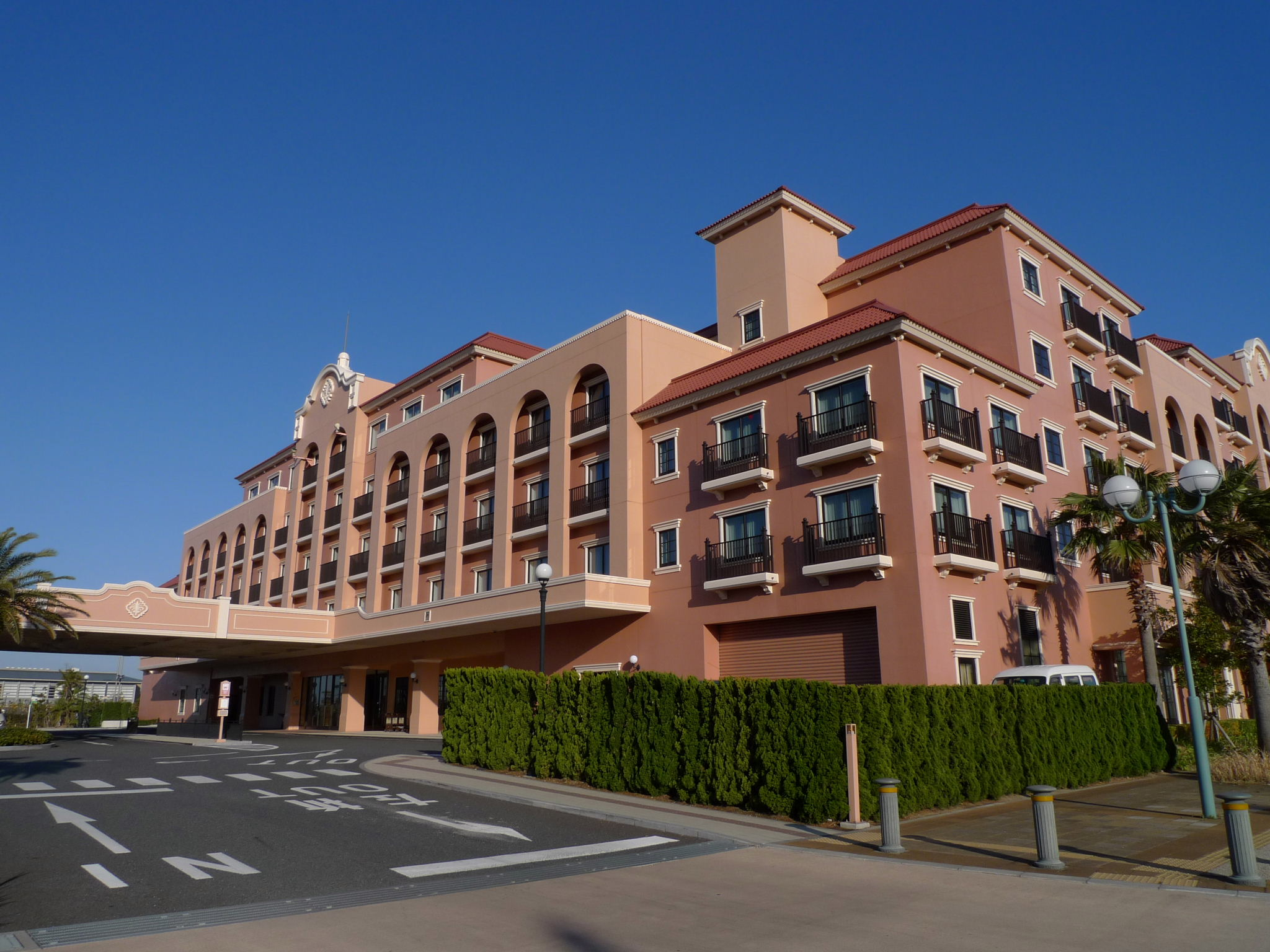
東京ディズニーセレブレーションホテル: ディスカバー

### かつて運営していたホテル
- 株式会社蓼科ブライトンホテル
  - 所在地：〒391-0301 長野県茅野市北山5513　
  - 開業：1990年（平成2年）7月
  - 閉館：2013年（平成25年）11月までに閉館[4]
  - 運営ホテル：蓼科ブライトン倶楽部

2013年（平成25年）4月12日に長谷工コーポレーションの子会社に移管されて11月までに閉館[4]。